# (74092) 1998 QJ5
(74092) 1998 QJ5 – planetoida z pasa głównego asteroid okrążająca Słońce w ciągu 4,48 lat w średniej odległości 2,72 j.a. Odkryta 22 sierpnia 1998 roku.